# Milà-Sanremo 2015
La Milà-Sanremo 2015, 106a edició de la Milà-Sanremo, es disputà el diumenge 22 de març de 2015 sobre un recorregut de 293 km, en el que va ser la quarta prova de l'UCI World Tour 2015, però alhora la primera cursa d'un sol dia. Era també el primer dels monuments ciclistes, les cinc curses d'un sol dia més importants de l'any.

## Recorregut
La Milà-Sanremo és la cursa professional més llarga del calendari ciclista i el 2015 tindrà una llargada de 293 quilòmetres. La cursa comença a la ciutat de Milà, a la Via della Chiesa Rossa. Des de Milà, la primera part de la cursa és majoritàriament plana, tot passant per les províncies de Milà, Pavia i Alessandria. No hi ha cap ascensió significativa en els primers 100 quilòmetres de recorregut. En entrar a la província de Gènova, els ciclistes han d'afrontar l'ascensió al Passo del Turchino, una llarga i suau ascensió sense cap dificultat destacable. El descens però, és molt regirat i és important que els ciclistes es mantinguin a la part davantera del grup. Els següents 80 quilòmetres tornen a ser majoritàriament plans. En aquesta part de la cursa, a la província de Savona, els ciclistes seguiran la costa mediterrània.
La part més complicada de la cursa comença al voltant del quilòmetre 240 de cursa, quan la cursa entra a la província d'Imperia. Els ciclistes hauran de superar una sèrie d'ascensions conegudes com a Capi: el Capo Mele (241,7 km), el Capo Cerva (246,4 km) i el Capo Berta (254,3 km). Després d'aquestes ascensions queden menys de 40 quilòmetres per a la fi de la cursa. Un curt tram pla es troba abans de l'ascensió a la Cipressa, on sempre hi ha una dura batalla entre els equips per posicionar els caps de files. La Cipressa té 5,6 quilòmetres de llargada, amb una mitjana del 4,1%. El cim es corona a manca de 21,5 quilòmetres per l'arribada.
Després del descens de la Cipressa hi ha un tram de nou quilòmetres plans, on el vent sol fer acte de presència. La darrera ascensió de la cursa és el Poggio, amb 3,7 quilòmetres de pujada a una mitjana del 3,7% i rampes màximes del 8%. El cim es troba a tan sols 5,5 quilòmetres de l'arribada. El descens és molt tècnic, amb passos estrets i corbes tancades. En finalitzar el descens sols manquen 2,3 quilòmetres per l'arribada, amb una recta final de 750 metres.

## Equips participants
En la cursa hi prendran part 25 equips, el nombre màxim permès, per un total de 200 corredors. A la presència obligatòria dels 17 equips UCI ProTeam, s'hi afegiran vuit equips convidats de categoria professional continental, que varen ser comunicats els 19 de gener de 2015 per l'RCS Sport.
| Núm.    | Codi | Equip                 |
| ------- | ---- | --------------------- |
| 1-8     | KAT  | Team Katusha          |
| 11-18   | ALM  | AG2R La Mondiale      |
| 21-28   | AND  | GW Erco Shimano       |
| 31-38   | AST  | Astana Qazaqstan Team |
| 41-48   | BAR  | Bardiani CSF          |
| 51-58   | BMC  | BMC Racing Team       |
| 61-68   | BOA  | Bora-Argon 18         |
| 71-78   | CCC  | CCC Sprandi Polkowice |
| 81-88   | COF  | Cofidis               |
| 91-98   | COL  | Colombia              |
| 101-108 | EQS  | Etixx-Quick Step      |
| 111-118 | FDJ  | FDJ                   |
| 121-128 | IAM  | IAM Cycling           |

| Núm.    | Codi | Equip               |
| ------- | ---- | ------------------- |
| 131-138 | LAM  | Lampre-Merida       |
| 141-148 | LTS  | Lotto Soudal        |
| 151-158 | MOV  | Movistar Team       |
| 161-168 | MTN  | MTN Qhubeka         |
| 171-178 | OGE  | Orica-GreenEDGE     |
| 181-188 | TCG  | Cannondale-Garmin   |
| 191-198 | TGA  | Team Giant-Alpecin  |
| 201-208 | TLJ  | Team LottoNL-Jumbo  |
| 211-218 | TNN  | Team Novo Nordisk   |
| 221-228 | SKY  | Team Sky            |
| 231-238 | TCS  | Team Tinkoff-Saxo   |
| 241-248 | TFR  | Trek Factory Racing |

## Favorits
En ser la Milà-Sanremo una cursa majoritàriament plana i sense gran dificultats muntanyoses és propícia als esprintadors. Els principals esprintadors que prenen part la cursa són el vigent campió, Alexander Kristoff (Team Katusha) i Mark Cavendish (Etixx-Quick Step), que guanyà la cursa el 2009. Amb tot Cavendish patí problemes estomacals durant les setmanes prèvies i no es troba en les millors condicions. Altres esprintadors amb possibilitats per a la victòria final són John Degenkolb (Team Giant-Alpecin), Michael Matthews (Orica-GreenEDGE), André Greipel (Lotto Soudal), Arnaud Démare (FDJ), Ben Swift (Team Sky) i Peter Sagan (Team Tinkoff-Saxo).
Altres ciclistes amb possibilitats a la victòria final, però que necessiten que no s'arribi a l'esprint sinó que el grup es trenqui en les petites ascensions finals són: Fabian Cancellara (Trek Factory Racing), que guanyà el 2008 i ha pujat al podi en les darreres quatre edicions, Peter Sagan, Greg Van Avermaet (BMC Racing Team), Sep Vanmarcke (Team LottoNL-Jumbo), Zdeněk Štybar (Etixx-Quick Step) i Michał Kwiatkowski.

## Classificació final
|    | Ciclista                   | Equip               | Temps      | Punts UCI |
| -- | -------------------------- | ------------------- | ---------- | --------- |
| 1  | John Degenkolb (GER)       | Team Giant-Alpecin  | 6h 46' 16" | 100       |
| 2  | Alexander Kristoff (NOR)   | Team Katusha        | m. t.      | 80        |
| 3  | Michael Matthews (AUS)     | Orica-GreenEDGE     | m. t.      | 70        |
| 4  | Peter Sagan (SVK)          | Team Tinkoff-Saxo   | m. t.      | 60        |
| 5  | Niccolo Bonifazio (ITA)    | Lampre-Merida       | m. t.      | 50        |
| 6  | Nacer Bouhanni (FRA)       | Cofidis             | m. t.      | -         |
| 7  | Fabian Cancellara (SUI)    | Trek Factory Racing | m. t.      | 30        |
| 8  | Davide Cimolai (ITA)       | Lampre-Merida       | m. t.      | 20        |
| 9  | Tony Gallopin (FRA)        | Lotto Soudal        | m. t.      | 10        |
| 10 | Edvald Boasson Hagen (NOR) | MTN Qhubeka         | m. t.      | -         |